# Mangal Pandey: The Rising
Pour plus de détails, voir Fiche technique et Distribution.
Mangal Pandey: The Rising (मंगल पाण्डे en hindi) ou The Ballad of Mangal Pandey est un film indien réalisé par Ketan Mehta et sorti le 12 août 2005 en Inde. 
Le film relate l'histoire de Mangal Pandey, cipaye de l'armée britannique, à l'origine de la Révolte des Cipayes. Les rôles principaux sont tenus par Aamir Khan et Toby Stephens.

## Synopsis
Au cours d'une bataille particulièrement meurtrière de la Première guerre anglo-afghane (1839-1842), Mangal Pandey, cipaye du 34e régiment d'infanterie indigène du Bengale, sauve la vie de son officier. Se sentant redevable, le capitaine William Gordon cherche à mieux connaître le soldat indien et, malgré les différences de statut et de race, une profonde amitié naît entre les deux hommes. Le Britannique essaie de protéger son subordonné des brutalités et du racisme de ses compatriotes, alors que l'Indien guide et aide l'officier dans sa lutte contre les pratiques les plus cruelles de la tradition indienne.
En 1856 la Compagnie anglaise des Indes orientales équipe son armée du fusil Lee-Enfield dont les cartouches doivent être déchirées avec les dents pour les ouvrir afin de déverser la poudre et la balle dans le canon. Or les soldats indiens soupçonnent le papier des cartouches d'être enduit de graisse de bœuf ou de porc dont le contact est inacceptable pour des hindous pour lesquels la vache est sacrée et des musulmans qui considèrent que le porc est impur. D'abord convaincu par William Gordon qu'il ne s'agit que d'une rumeur infondée, Mangal Pandey accepte d'utiliser la nouvelle arme et entraîne ses compagnons à faire de même. Quand il s'avère que les accusations sont fondées, se sentant trahi, Mangal Pandey prend la tête des mutins et tire sur les Britanniques venus mater le régiment. Arrêté, il est traduit en justice et pendu.

## Commentaires

### Contexte historique
À la période où se déroule le film l'Inde est sous la domination de la Compagnie anglaise des Indes orientales. Celle-ci contrôle le commerce des étoffes, du thé et la lucrative contrebande de l'opium vers la Chine. Bien que son déclin soit perceptible, c'est l'entreprise commerciale la plus puissante de cette époque, disposant de fonctions administratives régaliennes et de sa propre armée pour contrôler le territoire indien. Cependant, la corruption de certains dirigeants, leur appât du gain, le zèle des missionnaires chrétiens et les tentatives de modernisation de la société heurtent la population. L'affaire des cartouches enduites de graisse animale est le détonateur qui fait émerger un mécontentement plus profond. La rébellion de Mangal Pandey est le premier acte de la Révolte des Cipayes (1857-1858) que les Indiens appellent la "Première guerre d'indépendance". À la suite de ces troubles qui ensanglantent le nord de l'Inde pendant deux ans, la couronne britannique décide d'administrer l'Inde directement, donnant naissance au Raj britannique.

### Le film
Quatre ans après Lagaan, Aamir Khan revient sur les écrans avec un autre film traitant de la lutte des Indiens pour se libérer du colonialisme britannique. Mais contrairement au film d'Ashutosh Gowariker, Mangal Pandey s'inspire de faits réels. Pour renforcer l'effet de réalité, Ketan Mehta a soigné tout particulièrement les détails historiques aussi bien dans les décors que les costumes. Les dialogues sont en anglais ou en hindi selon les circonstances, le narrateur, Om Puri, résumant en hindi le texte anglais pour les spectateurs indiens non anglophones.
La photographie de Himman Dhamija est remarquable et met en valeur la beauté des décors naturels et des sites historiques dans lesquels se déroule l'action. Bien que le film présente les caractéristiques des productions indiennes, chants et danses, par son rythme et l'absence de mélodrame, il correspond aux canons occidentaux.
Les scénaristes, Farrukh Dhondy et Ranjit Kapoor, ont su créer une galerie personnages dotés d'une réelle profondeur, évitant les stéréotypes. Aamir Khan incarne avec conviction le rôle de Mangal Pandey, apportant toute la crédibilité et la puissance nécessaire pour retracer l'évolution du fidèle soldat qui, trahi, se révolte avec d'autant plus de force. La performance du comédien britannique Toby Stephens n'est pas moindre ; il interprète tout en finesse un officier ouvert à la culture indienne dont une partie des dialogues est en hindi, ce dont il se tire avec brio et a été salué par les critiques indiens. Les personnages féminins sont plus en retrait. Rani Mukherjee joue le rôle d'une prostituée objet d'une rivalité féroce entre Mangal Pandey et un officier anglais odieux, alors qu'Amisha Patel est une jeune veuve que le capitaine William Gordon sauve in extremis d'une sati d'autant plus révoltante qu'elle est filmée sans effet.

## Fiche technique
- Titre : The Rising : Ballad of Mangal Pandey
- Réalisation : Ketan Mehta
- Scénario : Farrukh Dhondy et Ranjit Kapoor
- Musique : A.R. Rahman
- Paroles : Javed Akhtar
- Photographie : Himman Dhamija
- Cascades : Abbas Ali Moghul
- Décors : Nitin Chandrakant Desai
- Costumes : Lovleen Bains
- Date de sortie : 2005
- Pays : Inde
- Durée : 150 min

## Distribution
- Aamir Khan :  Mangal Pandey
- Toby Stephens : Capitaine William Gordon
- Rani Mukherjee : Heera
- Amisha Patel : Jwala
- Kiron Kher : Lol Bibi
- Om Puri : le narrateur
- Kenneth Cranham : Kent
- Disha Vakani : Yasmin

## Bande originale
Albums de A.R. Rahman
Bose
(2005) Anbe Aaruyire
(2005)
La bande originale du film est composée A.R. Rahman. Elle comprend huit chansons, écrites par Javed Akhtar. Les chansons chorégraphiées s'intègrent naturellement dans le film, trois d'entre elles, Mangal Mangal, Mangal Mangal-Aatma et Mangal Mangal-Agni sont interprétées par un groupe de musiciens campé sur un éléphant décoré, commentent l'action à la manière des chœurs des tragédies grecques. 
| No | Titre               | Interprètes                                              | Durée |
| -- | ------------------- | -------------------------------------------------------- | ----- |
| 1. | Al Maddath Maula    | A.R. Rahman, Kailash Kher, Murtuza Khan, Kadir           | 5:55  |
| 2. | Holi Re             | Aamir Khan, Udit Narayan, Madhushree, Srinivas, Chinmaye | 4:51  |
| 3. | Mai Vari Vari       | Kavita Krishnamurthy, Reena Bhardwaj                     | 4:51  |
| 4. | Mangal Mangal       | Kailash Kher                                             | 2:29  |
| 5. | Mangal Mangal-Aatma | Sukhvinder Singh, Kailash Kher                           | 4:19  |
| 6. | Mangal Mangal-Agni  | Kailash Kher                                             | 2:25  |
| 7. | Rasiya              | Richa Sharma, Bonnie Chakraborty                         | 5:55  |
| 8. | Takey Takey         | Sukhvinder Singh, Kailash Kher, Kartick Das Baul         | 4:31  |

## Distinctions
| Année | Distinction                               | Catégorie                        | Nom                                          | Résultat   |
| ----- | ----------------------------------------- | -------------------------------- | -------------------------------------------- | ---------- |
| 2005  | Festival international du film de Locarno | Prix NETPAC (Mention spéciale)   | Ketan Mehta                                  | Lauréat    |
| 2006  | Filmfare Awards                           | Meilleur acteur                  | Aamir Khan                                   | Nomination |
| 2006  | IIFA Awards                               | Meilleure chanteuse de play-back | Kavita Krishnamurthy (pour Main Vaari Vaari) | Nomination |